# Viéville-en-Haye
Pour les articles homonymes, voir Viéville (homonymie) et -en-Haye.
Viéville-en-Haye est une commune française située dans le département de Meurthe-et-Moselle, en région Grand Est. L'église a pour patron saint Airy.

## Géographie
Village situé dans un vallon, près de la route de Pont-à-Mousson à Thiaucourt, à 35 km de Toul.

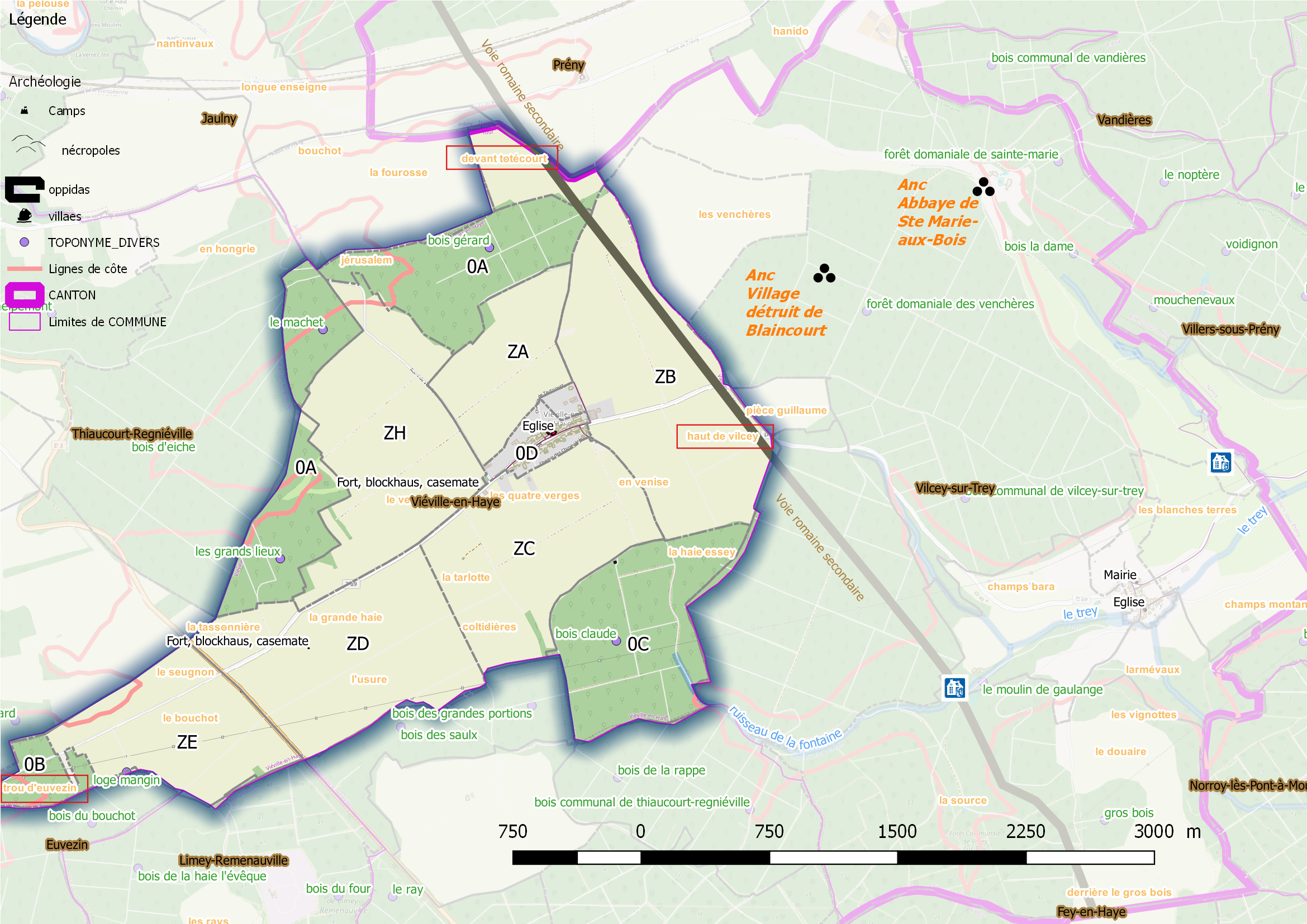
Fig. 1 - Viéville (ban communal).

D’après les données Corine Land Cover, le ban communal de 760 hectares comportait en 2011 71,5 % de zones agricoles, 28,4 % de forêts et quelques zones urbanisées. Le territoire communal est arrosé par le Ruisseau de Trey sur 90 mètres.

### Communes limitrophes
| Jaulny                 | Prény              | Vilcey-sur-Trey |
| Thiaucourt-Regniéville | Viéville-en-Haye   | Vilcey-sur-Trey |
| Euvezin                | Limey-Remenauville | Vilcey-sur-Trey |

### Hydrographie

#### Réseau hydrographique
La commune est dans le bassin versant du Rhin, au sein du bassin Rhin-Meuse. Elle est drainée par le ruisseau de Trey,.

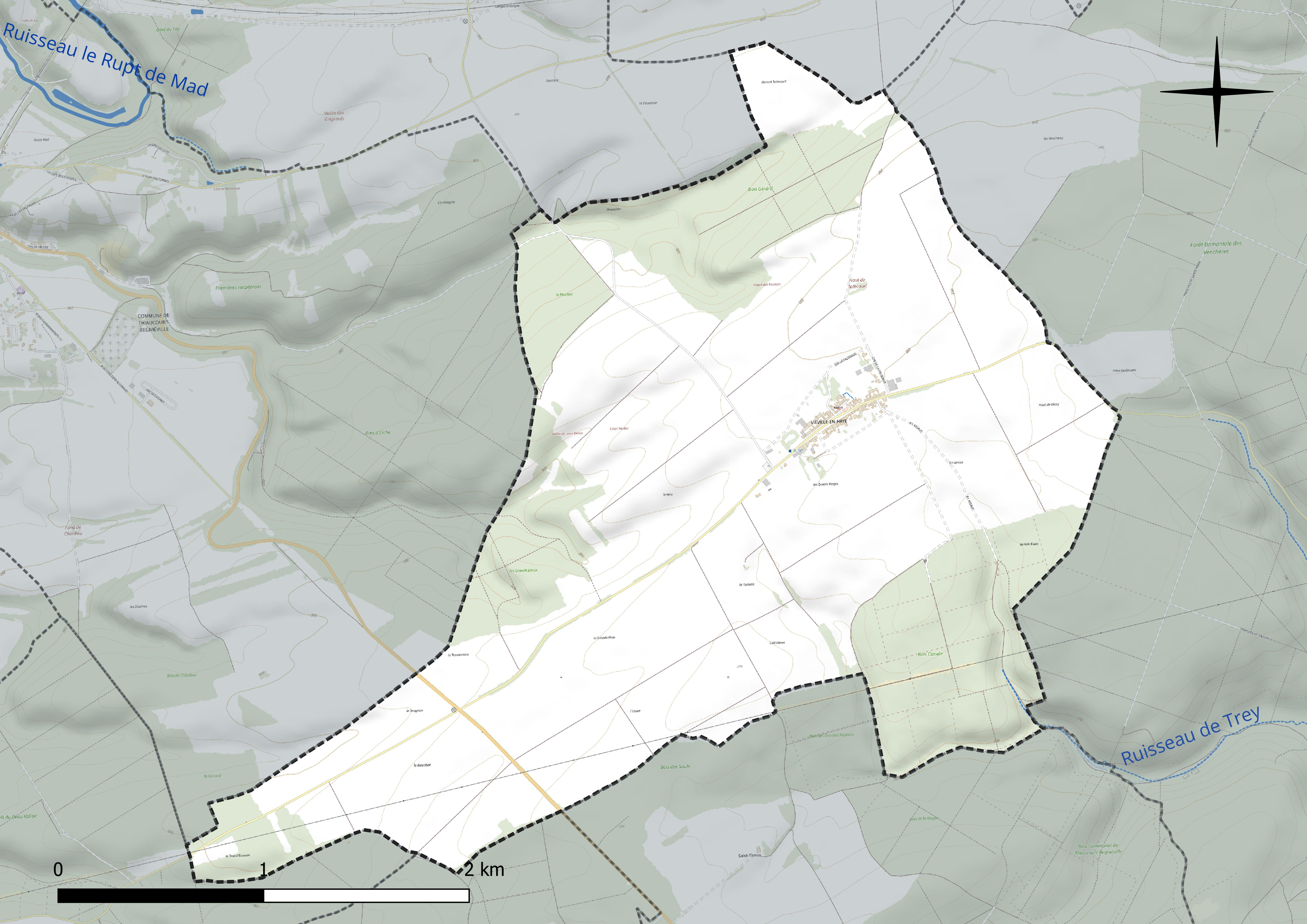
Réseau hydrographique de Viéville-en-Haye.

#### Gestion et qualité des eaux
Le territoire communal est couvert par le schéma d'aménagement et de gestion des eaux (SAGE) « Rupt de Mad, Esch, Trey ». Ce document de planification concerne les bassins versants du Rupt de Mad, de l’Esch et du Trey. Le périmètre a été arrêté le 2 juin 2014, la commission locale de l'eau (CLE) a été créée le 20 juin 2017, puis modifiée le 26 mars 20210. La structure porteuse de l'élaboration et de la mise en œuvre est le Parc naturel régional de Lorraine. 
La qualité des cours d’eau peut être consultée sur un site dédié géré par les agences de l’eau et l’Agence française pour la biodiversité. 

### Climat
Pour des articles plus généraux, voir Climat du Grand Est et Climat de Meurthe-et-Moselle.
En 2010, le climat de la commune est de type climat de montagne, selon une étude du Centre national de la recherche scientifique s'appuyant sur une série de données couvrant la période 1971-2000. En 2020, Météo-France publie une typologie des climats de la France métropolitaine dans laquelle la commune est dans une zone de transition entre le climat océanique altéré et le climat océanique altéré et est dans la région climatique  Lorraine, plateau de Langres, Morvan, caractérisée par un hiver rude (1,5 °C), des vents modérés et des brouillards fréquents en automne et hiver. 
Pour la période 1971-2000, la température annuelle moyenne est de 9,2 °C, avec une amplitude thermique annuelle de 16,8 °C. Le cumul annuel moyen de précipitations est de 891 mm, avec 12,9 jours de précipitations en janvier et 9,4 jours en juillet. Pour la période 1991-2020, la température moyenne annuelle observée sur la station météorologique de Météo-France la plus proche, « Nonsard », sur la commune de Nonsard-Lamarche à 12 km à vol d'oiseau, est de 10,7 °C et le cumul annuel moyen de précipitations est de 690,8 mm. 
La température maximale relevée sur cette station est de 40,1 °C, atteinte le 25 juillet 2019 ; la température minimale est de −17 °C, atteinte le 1er mars 2005,,. 
Les paramètres climatiques de la commune ont été estimés pour le milieu du siècle (2041-2070) selon différents scénarios d'émission de gaz à effet de serre à partir des nouvelles projections climatiques de référence DRIAS-2020. Ils sont consultables sur un site dédié publié par Météo-France en novembre 2022.

## Urbanisme

### Typologie
Au 1er janvier 2024, Viéville-en-Haye est catégorisée commune rurale à habitat dispersé, selon la nouvelle grille communale de densité à sept niveaux définie par l'Insee en 2022.
Elle est située hors unité urbaine. Par ailleurs la commune fait partie de l'aire d'attraction de Pont-à-Mousson, dont elle est une commune de la couronne,. Cette aire, qui regroupe 16 communes, est catégorisée dans les aires de moins de 50 000 habitants,.

### Occupation des sols
L'occupation des sols de la commune, telle qu'elle ressort de la base de données européenne d’occupation biophysique des sols Corine Land Cover (CLC), est marquée par l'importance des territoires agricoles (71,5 % en 2018), une proportion identique à celle de 1990 (71,5 %). La répartition détaillée en 2018 est la suivante : terres arables (71,5 %), forêts (28,5 %). L'évolution de l’occupation des sols de la commune et de ses infrastructures peut être observée sur les différentes représentations cartographiques du territoire : la carte de Cassini (XVIIIe siècle), la carte d'état-major (1820-1866) et les cartes ou photos aériennes de l'IGN pour la période actuelle (1950 à aujourd'hui).

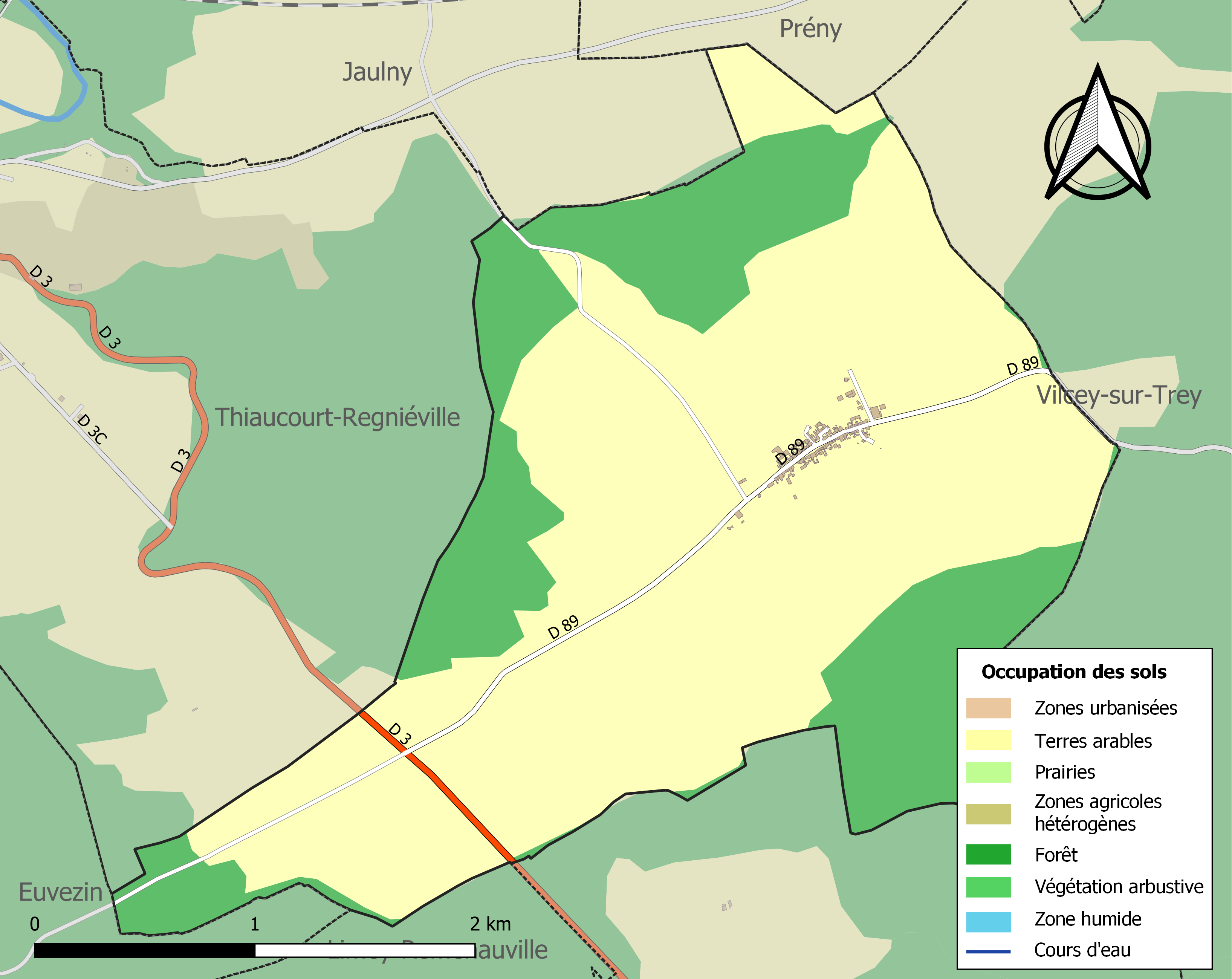
Carte des infrastructures et de l'occupation des sols de la commune en 2018 (CLC).

## Toponymie
Le nom de la localité est attesté sous les formes Ecclesia Vetustæ villæ (1106) ; Magna via Vieville (1138) ; Viesville (1250) ; Viesville-en-Heys (1402) ; Vetteravilla (1402) ; Viezville (1436).

De l'adjectif féminin semblable au masculin l'oïl viez « vieille » et l'appellatif -ville.
L'emploi du mot haye, dans les anciens toponymes, indique la présence d'une forêt.

### Écarts et lieux-dits
Tautécourt ou Tantécourt, à la limite avec la commune de Prény, ancienne ferme.

## Histoire

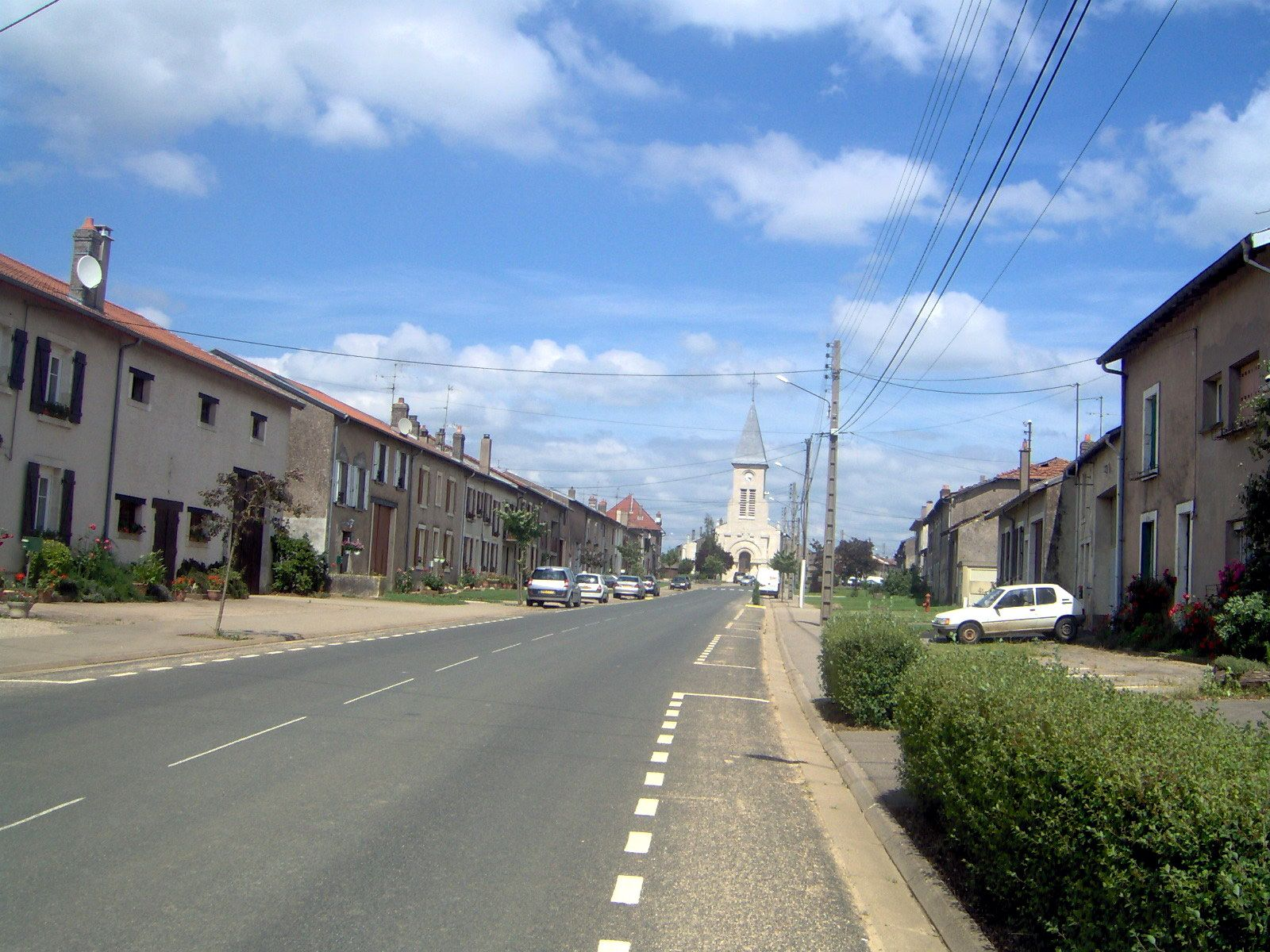
Panorama du village.

dans son ouvrage, H. Lepage parle de cette commune en ces termes :
« Ce village existait déjà au XIIe siècle. C'est sur son territoire qu'avait été fondée, en 1126,  par Simon Ier, duc de Lorraine, l'abbaye de Ste-Marie-aux-Bois, pour des religieux de l'ordre des Prémontrés. L'évèque Henri, frère du duc Simon, fit la dédicace de l'église, en 1127. Cette abbaye fut transférée, en 1607, dans la ville de Pont-à-Mousson. »
On peut en déduire que le ban de la commune de Vilcey-sur-Trey dépendait alors de Viéville.
Au Moyen Âge, les habitants de Viéville devaient au duc de Lorraine une garde au château de Prény.
Viéville-en-Haye fut ruinée par la soldatesque messine lors du conflit de 1427-29 qui opposa la cité de Metz au duc de Lorraine et ses alliés. Alarmé par Jean Griffon, abbé de Sainte-Marie-aux-Bois qui détenait la collation de la cure de Viéville, le duc de Lorraine René d'Anjou ordonna la restauration de ce village par une charte datée de 1436. Soixante-dix années plus tard, ce lieu était toujours ruiné et vide d'habitants. Grâce aux dons du chevalier Nicolas de Heu et de l'écuyer Nicolas Remiat qui abandonnaient aux Prémontrés « tout tel droit, wagiere, seigneurie, assises, retenues, rentes, censes, droictures et revenus » dans les localités de Viéville-en-Haye et de Vilcey-sur-Trey, Pierre de Prény, abbé de Sainte-Marie-au-Bois put faire appel en 1504 à des colons afin de  reconstruire cette localité et leur concéda à cette fin les terrains nécessaires pour édifier « deux reins de maisons », ainsi que des terres à cultiver ; de même une partie de la forêt abbatiale fut cédée à la nouvelle communauté villageoise de Viéville-en-Haye. Cette restauration fut cette fois une réussite et les religieux de Sainte-Marie purent prélever dîmes et rentes dont « l'assise » sur leurs nouvelles ouailles.
Lors de la guerre de Trente Ans, vers 1635, les Suédois, convertis au protestantisme, y apportèrent la désolation.
Le village est détruit pendant la guerre de 1914-1918, après évacuation de la population.

## Politique et administration
| Période                                  | Période                   | Identité                                      | Étiquette | Qualité |
| ---------------------------------------- | ------------------------- | --------------------------------------------- | --------- | ------- |
| Les données manquantes sont à compléter. |                           |                                               |           |         |
| mars 2001                                | En cours (au 25 mai 2020) | Marc Martinoli Réélu pour le mandat 2020-2026 |           |         |

## Population et société

### Démographie
L'évolution du nombre d'habitants est connue à travers les recensements de la population effectués dans la commune depuis 1793. Pour les communes de moins de 10 000 habitants, une enquête de recensement portant sur toute la population est réalisée tous les cinq ans, les populations de référence des années intermédiaires étant quant à elles estimées par interpolation ou extrapolation. Pour la commune, le premier recensement exhaustif entrant dans le cadre du nouveau dispositif a été réalisé en 2008.

En 2022, la commune comptait 140 habitants, en évolution de −6,67 % par rapport à 2016 (Meurthe-et-Moselle : −0,13 %, France hors Mayotte : +2,11 %).
| 1793 | 1800 | 1806 | 1821 | 1831 | 1836 | 1841 | 1846 | 1851 |
| ---- | ---- | ---- | ---- | ---- | ---- | ---- | ---- | ---- |
| 266  | 255  | 279  | 243  | 262  | 288  | 295  | 314  | 306  |

| 1856 | 1861 | 1872 | 1876 | 1881 | 1886 | 1891 | 1896 | 1901 |
| ---- | ---- | ---- | ---- | ---- | ---- | ---- | ---- | ---- |
| 301  | 305  | 296  | 256  | 265  | 251  | 241  | 255  | 250  |

| 1906 | 1911 | 1921 | 1926 | 1931 | 1936 | 1946 | 1954 | 1962 |
| ---- | ---- | ---- | ---- | ---- | ---- | ---- | ---- | ---- |
| 245  | 230  | 211  | 178  | 178  | 177  | 181  | 168  | 151  |

| 1968 | 1975 | 1982 | 1990 | 1999 | 2006 | 2008 | 2013 | 2018 |
| ---- | ---- | ---- | ---- | ---- | ---- | ---- | ---- | ---- |
| 159  | 133  | 124  | 125  | 150  | 162  | 165  | 156  | 144  |

| 2022 | - | - | - | - | - | - | - | - |
| ---- | - | - | - | - | - | - | - | - |
| 140  | - | - | - | - | - | - | - | - |

## Économie
Les historiens s'accordent à décrire une économie essentiellement agricole, peut-être viticole, au XIXe siècle :  
« Surf. territ. 844 ha dont  536 à 580 hect. en terres lab., 2 à 74 en prés et vignes, 164 en bois. L'hectare semé en blé et seigle peut rapporter 3 hect., en orge 5, en avoine 6. Chevaux, bêtes à cornes et moutons. Culture de la pomme de terre et des prairies artificielles. »,

### Secteur primaire ouAgriculture
Le secteur primaire comprend, outre les exploitations agricoles et les élevages, les établissements liés à l’exploitation de la forêt et les pêcheurs.
D'après le recensement agricole 2010 du Ministère de l'agriculture (Agreste), la commune de Viéville-en-Haye était majoritairement orientée sur la production de céréales et d'oléagineux sur une surface agricole utilisée d'environ 1028 hectares (supérieure à la surface cultivable communale) en hausse depuis 1988 - Le cheptel en unité de gros bétail s'est fortement réduit de 227 à 69 entre 1988 et 2010. Il n'y avait plus qu' 8 exploitations agricoles ayant leur siège dans la commune employant 10 unités de travail,(11 exploitations/ 16 unités en 1988) ce qui place cette commune parmi celles ou l'activité agricole se maintenait.

## Culture locale et patrimoine

### Lieux et monuments

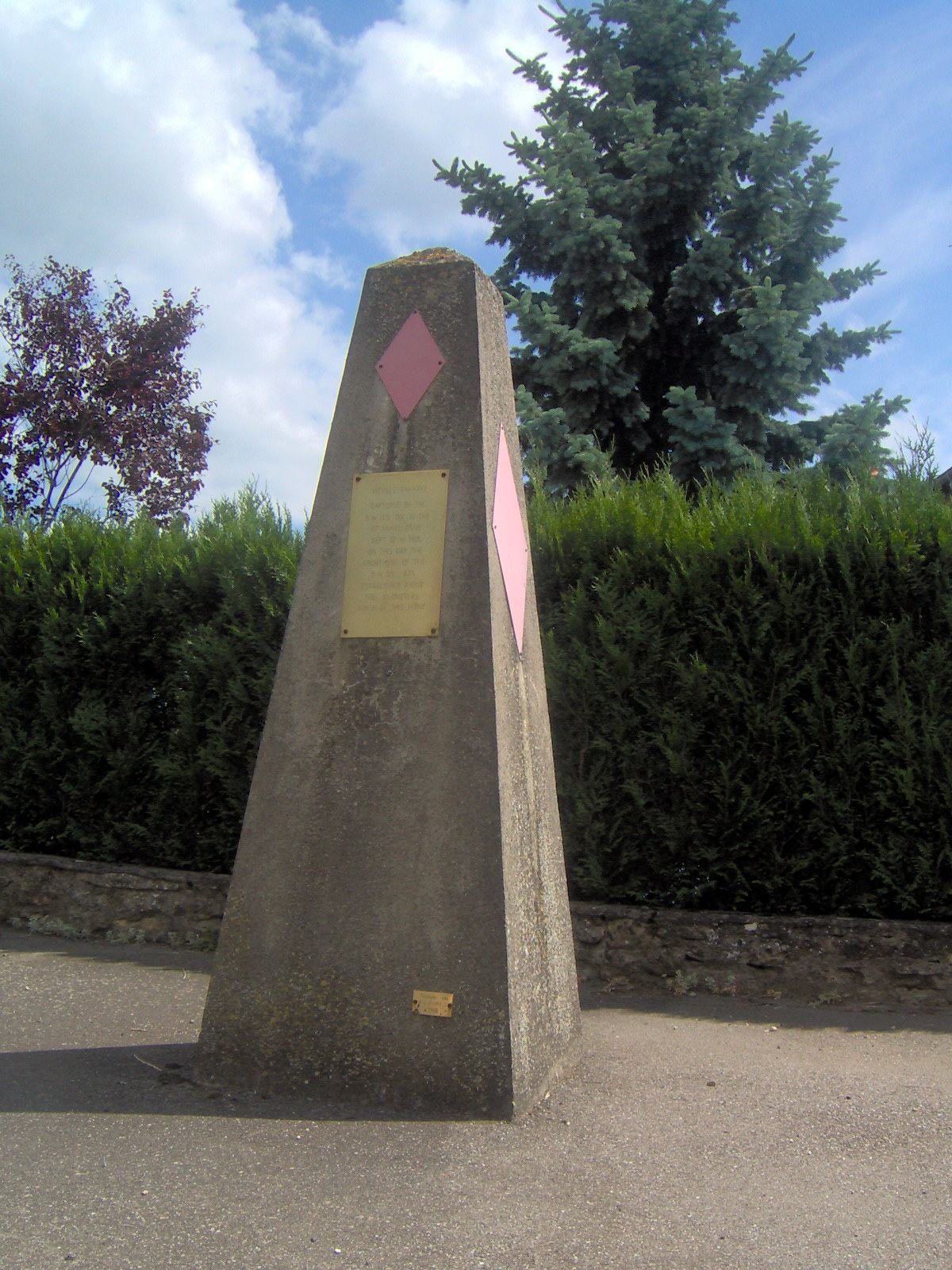
Monument de la 5e Div. US (1918).

- Maison seigneuriale de 1752 avec un colombier de 1781, au milieu de la localité. Détruite au cours de la Première Guerre mondiale.
- Église Saint-Airy construite en 1920.

### Héraldique, logotype et devise
| Blason de Viéville-en-Haye | Blason  | D'argent à sept tourteaux de sinople mis en orle, entourant un écusson d'azur chargé d'un M antique d'or accompagné de trois étoiles à six branches de même. |
| Blason de Viéville-en-Haye | Détails | L'abbé de Sainte-Marie-aux-Bois était seigneur du lieu, d'où les armes de l'abbaye : un M et trois étoiles. En 1738, les habitants de Viéville ont déclaré posséder sept cantons de bois différents ; ceux-ci sont représentés par les sept tourteaux (ronds) de sinople. Adopté en 1982 |